# 静岡市立高等学校
静岡市立高等学校（しずおかしりつ こうとうがっこう）は、静岡県静岡市葵区千代田三丁目にある市立高等学校。地元では略して「市高」（いちこう）、「市立」（いちりつ）または「静市」（しずいち）と呼んでいる。生徒の総称は「竜南健児」。

## 概要
1学年8学級。各学年は普通科7学級と科学探究科1学級で構成されている。
普通科には特別進学クラス（校内では「特進クラス」と呼ばれる）が設置されている。1年生は2クラス、2,3年生では理系・文系1クラスずつ設置されている。特別進学クラスでは毎朝7時30分から課外授業が開始される。（この課外授業は校内では「朝課外」と呼ばれ、科学探究科でも実施されている。また希望すれば一般クラスの生徒も受講できる。）これ以外にも、夏に4泊5日で行われる「勉強合宿」の参加が必須となっているなど、一般クラスとの違いが多く存在する。特進クラスの主な目的は国公立大学の合格を目指すことである。本校に限らず静岡は進学において地元志向の強い地域でもあり、静岡大学や静岡県立大学を始めとした地元国公立大学への進学希望のニーズに応えることが重要であることがその理由である。一方で毎年数名ではあるが旧帝国大学への合格者も出している。
また、学校の教育方針として「文武両道」を掲げており、いずれかの部活動か同好会へ籍を置くことが必須となっている。
2010年度までは普通科のみの設置であったが、2011年度より理数科である「科学探究科」が設置され、2013年度に文部科学省よりスーパーサイエンスハイスクールに指定された。
学校の伝統行事としてマラソン大会やナイトウォークが存在する。マラソン大会は毎年2月に実施され、男子10km、女子7.5kmを1、2年生全員が走ることとなる。ナイトウォークは静岡市葵区梅ケ島から本校までの約45キロの道程を夜を徹して歩く伝統行事であり、旧制第一中学時代から続けられている。参加は任意であるが、3年生の希望者が優先的に参加できる他、毎年抽選で参加者が決められるなど人気の行事である。
旧正門（田安門）は国の登録有形文化財に登録されている。

## 沿革
- 1939年
  - 6月29日 - 静岡市会において市立中学校の設置を決議し設立委員会を設置。
  - 11月25日 - 定員1000人（20学級）静岡市立第一中学校として設立許可される。（文部省告示第449号により）男子校。当時の住所表記：静岡市千代田36番地
- 1945年5月 - 空襲により武道場および銃器倉庫全焼。
- 1948年 - 学制改革により静岡市立高等学校に改称。併設の市立第二中学校（夜学）、定時制課程となる。校章制定。
- 1949年 - 男女共学となる
- 1950年 - 校旗制定
- 1952年 - 女子現行制服制定
- 1953年 - 静岡県立静岡農業高等学校麻機分校を移管し、静岡市立高等学校麻機分校に改称
- 1954年 - 校歌制定
- 1955年 - 麻機分校を廃止し定時制課程へ統合
- 1972年 - 生活館「鴻志会館」完成
- 1992年 - 新校舎完成
- 2011年 - 理数科「科学探究科」設置
- 2022年3月末-定時制課程が閉課程

## 設置学科
全日制
- 普通科
- 科学探究科（理数科）

## 著名な卒業生

### スポーツ
- 枝村匠馬（元プロサッカー選手）
- 佐野克彦（元プロサッカー選手、現警察官）
- 里見祐輔（元プロ野球選手）
- 長坂衛（元プロ野球選手）
- 久野智昭（元プロサッカー選手、現J1川崎フロンターレコーチ）

### 芸能
- 石田洋介（シンガーソングライター）
- 今村雅美（女優）
- そのまんま美川（ものまねタレント）
- 高見澤宏（歌手、ダークダックス）
- 徳重聡（俳優）
- 柳亭楽輔（落語家）
- 大沼啓延（キャスター、静岡朝日テレビの番組等に出演）

### その他
- 天野進吾（元静岡市長）
- 坂井永年（エアブラシアーティスト）
- 福井利佐（切り絵アーティスト）

## アクセス
- しずてつジャストライン唐瀬線 ｢市立高校前｣停留所下車すぐ